# 濱岡核電廠
34°37′23″N 138°08′39″E / 34.62306°N 138.14417°E
濱岡核電廠，位在日本靜岡縣御前崎市的核能發電廠，由中部電力所操作營運。2011年3月11日，東北地方太平洋沖地震引發福島第一核電廠事故之後，日本政府檢討各核電廠的安全性，學者指出濱岡核電廠所在地在三十年內發生規模8以上地震的可能性達到八成，因此日本首相菅直人下令中部電力公司應立刻停止此核電廠運轉，並加強阻擋海嘯及耐震的設施。經由中部電力公司召開董事會討論，決定配合政府要求，並已在2011年5月13日起停止運轉第四及第五機組，包括已於2009年停用的第一及第二機組，及檢修中的第三機組，此電廠所有機組已停止運轉。

## 發電設備

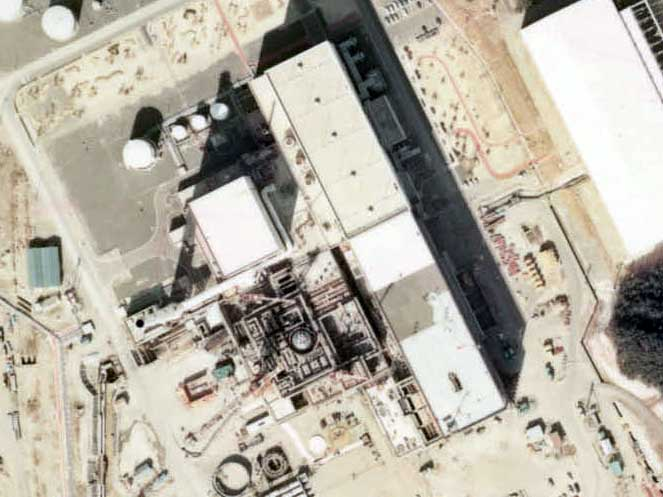
濱岡核電站沸水反應堆於1975年興建時的空照圖（國土交通省國土航空攝影）

| 核子反應爐 | 核子反應爐形式                                 | 運轉開始       | 装机容量    | 現況                                            |
| ---------- | ---------------------------------------------- | -------------- | ----------- | ----------------------------------------------- |
| 1號機      | 輕水型沸水式反應爐（BWR-4 Mark-1）             | 1976年3月17日  | 54萬千瓦    | 2009年1月30日起終止商轉，預定2036年度完成廢爐。 |
| 2號機      | 輕水型沸水式反應爐（BWR-4 Mark-1）             | 1978年11月29日 | 84萬千瓦    | 2009年1月30日起終止商轉，預定2036年度完成廢爐。 |
| 3號機      | 輕水型沸水式反應爐（BWR-5 改良標準型 Mark-1 ） | 1987年8月28日  | 110萬千瓦   | 2010年11月29日起暫停運轉定期檢査中              |
| 4號機      | 輕水型沸水式反應爐（BWR-5 改良標準型 Mark-1 ） | 1993年9月3日   | 113.7萬千瓦 | 2011年5月14日起暫停運轉                         |
| 5號機      | 進步型沸水式反應爐（ABWR）                     | 2005年1月18日  | 138萬千瓦   | 2011年5月14日起暫停運轉                         |
| 6號機      | 進步型沸水式反應爐（ABWR）                     | 未定           | 138萬千瓦   | 計畫中，運轉時程未定                            |

## 事故

### 漏水事故
2021年1月9日，滨冈核电厂工作人员发现1号机组发生漏水事故，共计约110吨的消防用水发生泄露，其中约15吨流入核反应堆所在建筑内，导致核反应堆所在建筑已经严重积水。其余约95吨流入了临时存放核污水的水槽。该机组于2009年起停止运行，目前正在进行废炉作业。

## 關連項目
- 東北地方太平洋沖地震

## 外部連結
- 中部電力
- 中部電力・浜岡原子力発電所 （页面存档备份，存于）